# 1944
- Wikisource

| Calendário gregoriano                                                        | 1944 MCMXLIV                        |
| Ab urbe condita                                                              | 2697                                |
| Calendário arménio                                                           | 1393 – 1394                         |
| Calendário bahá'í                                                            | 100 – 101                           |
| Calendário budista                                                           | 2488                                |
| Calendário chinês                                                            | 4640 – 4641 Início a 25 de janeiro  |
| Calendário copta                                                             | 1660 – 1661                         |
| Calendário etíope                                                            | 1936 – 1937                         |
| Calendários hindus - Vikram Samvat - Calendário nacional indiano - Cáli Iuga | 1999 – 2000 1865 – 1866 5044 – 5045 |
| Calendário Holoceno                                                          | 11944                               |
| Calendário islâmico                                                          | 1363 – 1364                         |
| Calendário judaico                                                           | 5704 – 5705 Início a 18 de setembro |
| Calendário persa                                                             | 1322 – 1323 Início a 21 de março    |
| Calendário rúnico                                                            | 2194                                |
| Calendário solar tailandês                                                   | 2487                                |

1944 (MCMXLIV, na numeração romana) foi um ano bissexto, de 366 dias, do Calendário Gregoriano, as suas letras dominicais foram B e A, totalizando 52 semanas, com início a um sábado e término a um domingo. A terça-feira de Carnaval ocorreu em 22 de fevereiro e o domingo de Páscoa em 9 de abril. Segundo o horóscopo chinês, foi o ano do Macaco, começando a 25 de janeiro.
| Ano completo                      |
| --------------------------------- |
| Ano bissexto com início ao sábado |

## Eventos
- 28 de março - Brasil: criação do Departamento de Polícia Federal.
- Abril
- 12 de Abril - Abdicação do rei da Itália, Vitório Emanuel III.[1]

- 6 de Junho - Segunda Guerra Mundial: Os Aliados invadem a Normandia como parte da Operação (Dia D) para libertar a França dos Alemães.
- finais de agosto - Segunda Guerra Mundial: bombardeamento de Königsberg
- Tropas da FEB e a FAB são enviadas a Europa e se integram ao Quinto Exército dos EUA no norte da Itália.
- 10 de Junho - Massacre de Oraodour - Sur - Glane
- massacre gerou 643 assassinados,[1] e foi o maior massacre de civis cometidos na França pelo exército nazista, contabilizando 190 homens metralhados, 246 mulheres e 207 crianças metralhadas e queimadas na igreja.[2][3] Quase toda a população viu a maior parte dos seus edifícios destruídos, deixando a comunidade.
- 7 de novembro - Franklin D. Roosevelt vence a eleição para Presidente dos Estados Unidos pela quarta vez.

## Nascimentos

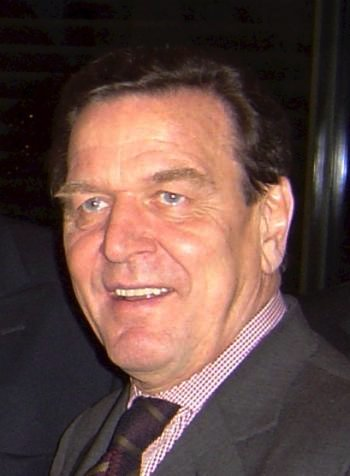
Gerhard Schröder (n. 7 de abril)

- 12 de janeiro - Carlos Villagrán, ator e comediante mexicano.
- 23 de janeiro - Rutger Hauer, ator neerlandês (m. 2019).
- 8 de fevereiro - Sebastião Salgado, fotógrafo documental brasileiro (m. 2025).
- 16 de fevereiro - António Mascarenhas Monteiro, presidente de Cabo Verde de 1991 a 2001 (m. 2016).
- 24 de março - Vojislav Koštunica, Presidente da República Federal da Iugoslávia de 2000 a 2003.
- 7 de abril - Gerhard Schröder, político alemão, ex-chanceler da Alemanha.
- 19 de junho - Chico Buarque, cantor e compositor brasileiro.
- 27 de junho - Zezé Motta, cantora e atriz brasileira.
- 25 de julho - Ney Latorraca, ator brasileiro (m. 2024).
- 4 de agosto - Robert Joel, ator norte-americano (m. 1992).
- 09 de agosto - Sam Elliott, ator americano.
- 21 de agosto - Dom, cantor e compositor da dupla brasileira Dom e Ravel (m. 2000)
- 20 de outubro - Marcelo Gastaldi, dublador brasileiro (m. 1995)

## Mortes

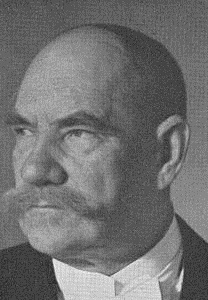
Pehr Evind Svinhufvud
(m. 29 de fevereiro)

- 1 de Fevereiro - Alberto Maranhão, governador do Estado do Rio Grande do Norte (n. 1872).
- 29 de Fevereiro - Pehr Evind Svinhufvud, 3° presidente da Finlândia (n. 1861).
- 9 de Abril - Celestina Catarina Faron - beata, freira católica polaca foi morta pelos nazis no campo de exterminação de Auschwitz (n. 1913).
- 28 de Abril - Bernardino Machado, presidente português (n. 1851)
- 16 de Junho - Marc Bloch, historiador francês (n. 1886)
- 6 de Julho - Chūichi Nagumo, almirante japonês da Marinha Imperial (n. 1887)
- 21 de Julho
  - Henning von Tresckow, general alemão opositor do nazismo (n. 1901)
  - Claus von Stauffenberg, coronel alemão da Segunda Guerra Mundial (n. 1907)
- 26 de Julho - Clóvis Bevilacqua, jurista brasileiro
- 31 de Julho - Antoine de Saint-Exupéry, piloto de guerra e escritor francês (n. 1900)
- 1 de agosto - Manuel Quezon, presidente das Filipinas de 1935 a 1944 (n. 1878)
- 16 de setembro - Gustav Bauer, político alemão (n. 1870)
- 27 de setembro - Aimee Semple McPherson, pastora fundadora da Igreja do Evangelho Quadrangular no Estados Unidos, e da denominação pentecostal, no mundo (n. 1890).
- 2 de Outubro - Alcides Maya, jornalista, escritor e político brasileiro e membro da ABL (n. 1878)
- 12 de Outubro - Ramón S. Castillo, presidente da Argentina de 1942 a 1943 (n. 1873).
- 15 de Outubro - Eliseu Visconti, pintor brasileiro (n. 1866)
- 14 de Outubro - Erwin Rommel, marechal alemão (n. 1891)
- 7 de Novembro - Richard Sorge, jornalista russo, espião da União Soviética (n. 1895)
- 5 de Agosto - Jędrzej Moraczewski, político da Polónia (n. 1870)

## Por tema
- 1944 na arte
- 1944 no Brasil
- 1944 na ciência
- 1944 no cinema
- Desastres em 1944
- 1944 no desporto
- 1944 no jornalismo
- 1944 na literatura
- 1944 na música
- 1944 na política
- 1944 na rádio
- 1944 no teatro
- 1944 na televisão

## Prêmio Nobel
- Física - Isidor Isaac Rabi[2]
- Química - Otto Hahn[3]
- Medicina - Joseph Erlanger,[4] Herbert Spencer Gasser[4]
- Literatura - Johannes Vilhelm Jensen[5]
- Paz - Comité Internacional da Cruz Vermelha[6]

## Epacta e idade da Lua
| Epacta gregoriana | 5 (V)   |
| Idade da Lua      | Letra e |